# Vaela
Vaela – wieś w Estonii, w prowincji Harju, w gminie Kiili.